# SummerSlam (2007)
SummerSlam (2007) foi um evento em pay-per-view de wrestling profissional produzido pela World Wrestling Entertainment (WWE), que ocorreu em 26 de agosto de 2007, na Continental Airlines Arena em East Rutherford, Nova Jérsei, contando com a participação de lutadores das três divisões da WWE: Raw, SmackDown e ECW. Foi a vigésima edição do evento. A venda de ingressos começou em 30 de dezembro de 2006, esgotando em 40 minutos.
A maior rivalidade do Raw foi entre John Cena e Randy Orton. No Raw de 23 de julho, Jonathan Coachman anunciou que Orton seria o desafiante do WWE Championship. Nas semanas seguintes, Orton provocou o campeão, Cena, provocando-o e interferindo em suas lutas. No SmackDown, a rivalidade predominante foi entre The Great Khali e Batista. Após Khali derrotar Batista e Kane em uma luta Triple Threat, Theodore Long marcou uma luta para o SummerSlam, com Khali defendendo o World Heavyweight Championship contra Batista. A rivalidade primária da ECW foi entre John Morrison e CM Punk. Ao derrotar Morrison em uma luta 15 Minutos de Fama, Punk tornou-se o desafiante pelo ECW Championship no SummerSlam.
O card conteve nove disputas: seis lutas individuais, uma envolvendo três lutadores, um concurso de beber cerveja, e uma battle royal envolvendo doze lutadoras. Na principal luta do Raw, John Cena derrotou Randy Orton, retendo o WWE Championship, após um pinfall depois de aplicar um FU (fireman's carry takeover). No combate principal do SmackDown, The Great Khali reteve o World Heavyweight Championship ao ser intencionalmente desqualificado, após usar uma cadeira para atacar Batista. John Morrison venceu o combate principal da ECW, derrotando Punk e colocando os pés nas cordas para, ilegalmente, dificultar a resposta de Punk. Outras lutas incluíram Rey Mysterio versus Chavo Guerrero e Triple H versus King Booker.
Várias das rivalidades continuaram em eventos subsequentes. CM Punk continuou a enfrentar John Morrison, o derrotando pelo ECW Championship no mês seguinte, na ECW on Sci Fi. Um dia após o SummerSlam, Orton interferiu em uma luta entre Cena e King Booker, intensificando a rivalidade ao atacar o pai de Cena. Khali e Batista se enfrentaram novamente no Unforgiven, pay-per-view seguinte, em uma luta Triple Threat também envolvendo Kane; Batista foi vitorioso, ganhando o World Heavyweight Championship.

## Antes do evento
SummerSlam teve lutas de wrestling profissional de diferentes lutadores com rivalidades e histórias pré-determinadas que se desenvolveram no Raw, ECW e SmackDown — programas de televisão da WWE. Os lutadores interpretaram um vilão ou um mocinho seguindo uma série de eventos para gerar tensão, culminando em várias lutas.

## Resultados
| Nº                                          | Resultados                                                                  | Estipulações                                              | Tempo |
| ------------------------------------------- | --------------------------------------------------------------------------- | --------------------------------------------------------- | ----- |
| Dark                                        | Lance Cade e Trevor Murdoch derrotaram Paul London e Brian Kendrick         | Luta de duplas                                            | N/A   |
| 1                                           | Kane derrotou Finlay                                                        | Luta individual                                           | 8:48  |
| 2                                           | Umaga (c) derrotou Carlito e Mr. Kennedy                                    | Luta Triple Threat pelo WWE Intercontinental Championship | 7:22  |
| 3                                           | Rey Mysterio derrotou Chavo Guerrero                                        | Luta individual                                           | 12:05 |
| 4                                           | Beth Phoenix venceu ao eliminar por último Michelle McCool                  | Battle Royal Interpromocional de Divas                    | 7:06  |
| 5                                           | John Morrison (c) derrotou CM Punk                                          | Luta individual pelo ECW Championship                     | 7:07  |
| 6                                           | Triple H derrotou King Booker (com Queen Sharmell)                          | Luta individual                                           | 7:56  |
| 7                                           | Batista derrotou The Great Khali (c) (com Ranjin Singh) por desqualificação | Luta individual pelo World Heavyweight Championship       | 6:57  |
| 8                                           | John Cena (c) derrotou Randy Orton                                          | Luta individual pelo WWE Championship                     | 21:19 |
| (c) – Refere-se aos campeões antes da luta. |                                                                             |                                                           |       |

### Eliminações da Battle Royal de Divas
| Anunciada | Diva             | Divisão   | Ordem | Eliminada por   |
| --------- | ---------------- | --------- | ----- | --------------- |
| 1         | Maria            | Raw       | 2     | Hall            |
| 2         | Beth Phoenix     | Raw       | –     | Vencedora       |
| 3         | Melina           | Raw       | 9     | McCool & Wilson |
| 4         | Jillian Hall     | Raw       | 7     | Wilson          |
| 5         | Mickie James     | Raw       | 8     | Melina          |
| 6         | Torrie Wilson    | SmackDown | 10    | Phoenix         |
| 7         | Victoria         | SmackDown | 4     | Marshall        |
| 8         | Kristal Marshall | SmackDown | 5     | McCool          |
| 9         | Michelle McCool  | SmackDown | 11    | Phoenix         |
| 10        | Layla            | ECW       | 3     | Melina          |
| 11        | Kelly Kelly      | ECW       | 6     | Phoenix & Hall  |
| 12        | Brooke           | ECW       | 1     | Phoenix         |